# NGC 3350
NGC 3350 é uma galáxia lenticular (S0) localizada na direcção da constelação de Leo Minor. Possui uma declinação de +30° 43' 31" e uma ascensão recta de 10 horas, 44 minutos e 22,9 segundos.
A galáxia NGC 3350 foi descoberta em 10 de Abril de 1831 por John Herschel.